# Setina binumerica
Setina binumerica là một loài bướm đêm thuộc phân họ Arctiinae, họ Erebidae.